# G20 dell'aprile 2009
Il Summit dei Leader dei G-20 sui mercati finanziari e l'economia mondiale si è tenuto a Londra (Regno Unito), il 2 aprile 2009 presso l'ExCeL Centre.
È seguito, cronologicamente, all'omonimo summit tenutosi a Washington (USA) tra il 14 ed il 15 novembre 2008.
Ne hanno fatto parte i capi di governo e di stato dei G-20, oltre ad altre organizzazioni regionali ed internazionali. Per l'esteso numero di partecipanti viene anche generalmente chiamato "il Summit di Londra".

## Agenda
In quanto ospitante, il Ministero delle Finanze inglesi ha prodotto e presentato un programma di lavori per il Summit articolato su tre punti principali:
1. Coordinamento di azioni macro-economiche per rivitalizzare l'economia globale, per stimolare crescita ed occupazione - rivedere le misure prese ed i possibili passi successivi;
2. Riforma e miglioramento del settore finanziario e dei sistemi economici - continuare la linea del Summit di Washington
3. Riforma delle istituzioni finanziarie internazionali - Fondo Monetario Internazionale, Forum Stabilità Finanziaria e Banca Mondiale

## Preparativi
I leader dei paesi invitati si sono preparato per il Summit di Londra già mesi prima della data effettiva, con due incontri ufficiali, uno tenuto a Berlino (Germania), il 22 febbraio 2009 per i leader europei, ed un altro ad Horsham, nel Sussex (Regno Unito) il 14 marzo 2009 per i ministri delle finanze.

### Summit dei Leader Europei
I leader di Francia, Germania, Italia e Regno Unito, ossia dei 4 paesi dell'Unione europea facenti parte del G-20, assieme a quelli dei due paesi esterni più importanti (Spagna e Paesi Bassi) si incontrarono a Berlino il 22 febbraio 2009 per preparare il Summit di Londra e per coordinare le loro azioni. L'incontro venne organizzato dalla cancelliera tedesca Angela Merkel.
Venne deciso che i mercati, le istituzioni finanziarie e gli assetti finanziari creati su larga scala, nonché i fondi speculativi, dovranno essere soggetti a controlli appropriati. Inoltre, furono chieste sanzioni severe contro i paradisi fiscali., nonché contro i paesi che ne ostacolano la scoperta. Infine, venne chiesto il raddoppio dei fondi disponibili del FMI.

### Summit dei Ministri delle Finanze
I Ministri delle Finanze e le Banche centrali dei G-20 si incontrarono ad Horsham il 14 marzo 2009, per preparare il Summit di Londra. Per spronare la crescita globale il più in fretta possibile, i partecipanti decisero di approvare azioni coordinate e decise per stimolare la domanda dei mercati e l'assunzione dei lavoratori. Inoltre, fu deciso di combattere ogni forma di protezionismo e mantenere stabili il commercio e gli investimenti stranieri.
I partecipanti decisero inoltre di mantenere le scorte di credito introducendo ulteriore liquidità e ricapitolizzando il sistema bancario, e di implementare rapidamente i piani di stimolo. Le banche centrali decisero di mantenere una politica di tassi bassi per tutto il tempo che si sarebbe rivelato necessario. Infine, i leader decisero di aiutare i paesi emergenti ed in via di sviluppo attraverso un potenziamento del FMI.
Per rafforzare il sistema finanziario, i partecipanti proposero di regolare in modo appropriato tutte le principali istituzioni finanziarie, registrare tutti i fondi speculativi o i loro manager e costringerli a fornire informazioni appropriate sui rischi che corrono gli investitori. Fu proposto inoltre di implementare la regolazione per prevenire rischi ai sistemi ed eventuali freni ai cicli economici, incluse limitazioni del rapporto di indebitamento, che amplifica i suddetti cicli.
Infine, furono annunciate nuove misure per prevenire e risolvere le crisi, attraverso il rafforzamento del FMI e del FSF.

### Il giro del mondo per Primo Ministro Gordon Brown
Nelle settimane prima del Summit di Londra, il primo ministro del Regno Unito, Gordon Brown visitò diversi paesi di tre continenti per tentare di ottenere sicurezza per gli obiettivi annunciati nell'agenda di programma. Durante il viaggio, Brown fu costretto a chiarire la sua posizione sullo stimolo fiscale dopo le critiche del Governatore della Banca d'Inghilterra. Mentre parlava all'Europarlamento di Strasburgo, gli fu anche chiesto di specificare il proprio piano di investimenti. Visitò quindi gli Stati Uniti d'America, il Brasile ed il Cile: in quest'ultimo paese, dopo aver duramente attaccato il protezionismo statale, affermò che "uno dei messaggi che deve arrivare dal summit della prossima settimana, è quello che rifiuteremo gli stati protezionisti, che monitoreremo quei paesi, e se necessario citeremo e costringeremo quei paesi che non seguono le direttive del libero commercio a farlo".
Nelle restanti settimane antecedenti al summit, ci fu anche una crescente differenza di opinioni sulla questione di un ulteriore aumento di incentivi fiscali: i governi del Regno Unito e degli Stati Uniti d'America erano a favore di ulteriori incentivi per stimolare l'economia globale, mentre quelli di Francia e Germania opposero una forte resistenza a tali misure, a causa dell'indebitamente che queste avrebbero procurato. Il 26 marzo, il Primo Ministro della Cechìa, Mirek Topolánek lanciò un violento attacco alla politica economica del presidente statunitense Barack Obama.

## Il Summit
I leader del G-20 si radunarono a Londra il 1º aprile 2009. Prima di giungere al summit, il presidente francese Nicolas Sarkozy suggerì che se il summit avesse proposto cose non gradite alla Francia, avrebbe lasciato il summit imitando il gesto del 1965 dell'allora presidente Charles de Gaulle. Ad una conferenza stampa congiunta tenutasi poco dopo a Londra, sia Gordon Brown che Barack Obama minimizzarono la dichiarazione di Nicolas Sarkozy, dicendo che l'ipotesi di una "frattura" interna era esagerata. Tuttavia, lo stesso Nicolas Sarkozy, assieme alla cancelliera federale tedesca, Angela Merkel, in una conferenza stampa congiunta di poche ore dopo, affermarono la loro ferma opposizione ad ogni ulteriore pacchetto di incentivi finanziari, ma favorevoli ad una regolamentazione dei mercati finanziari più stretta.

## Partecipanti
Leader invitati dal Regno Unito, nazione ospitante:

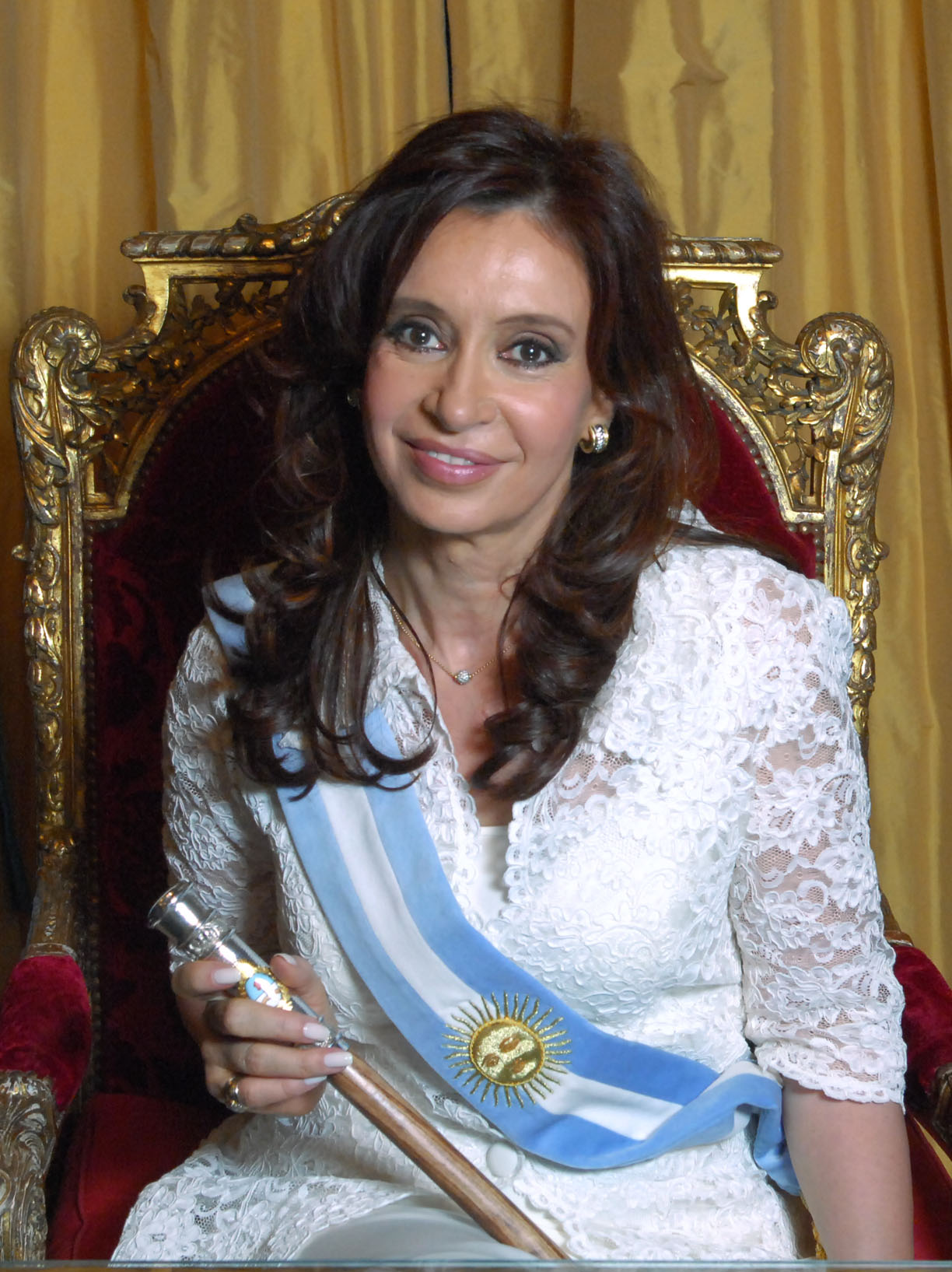
ARG Cristina Fernández de Kirchner, Presidente
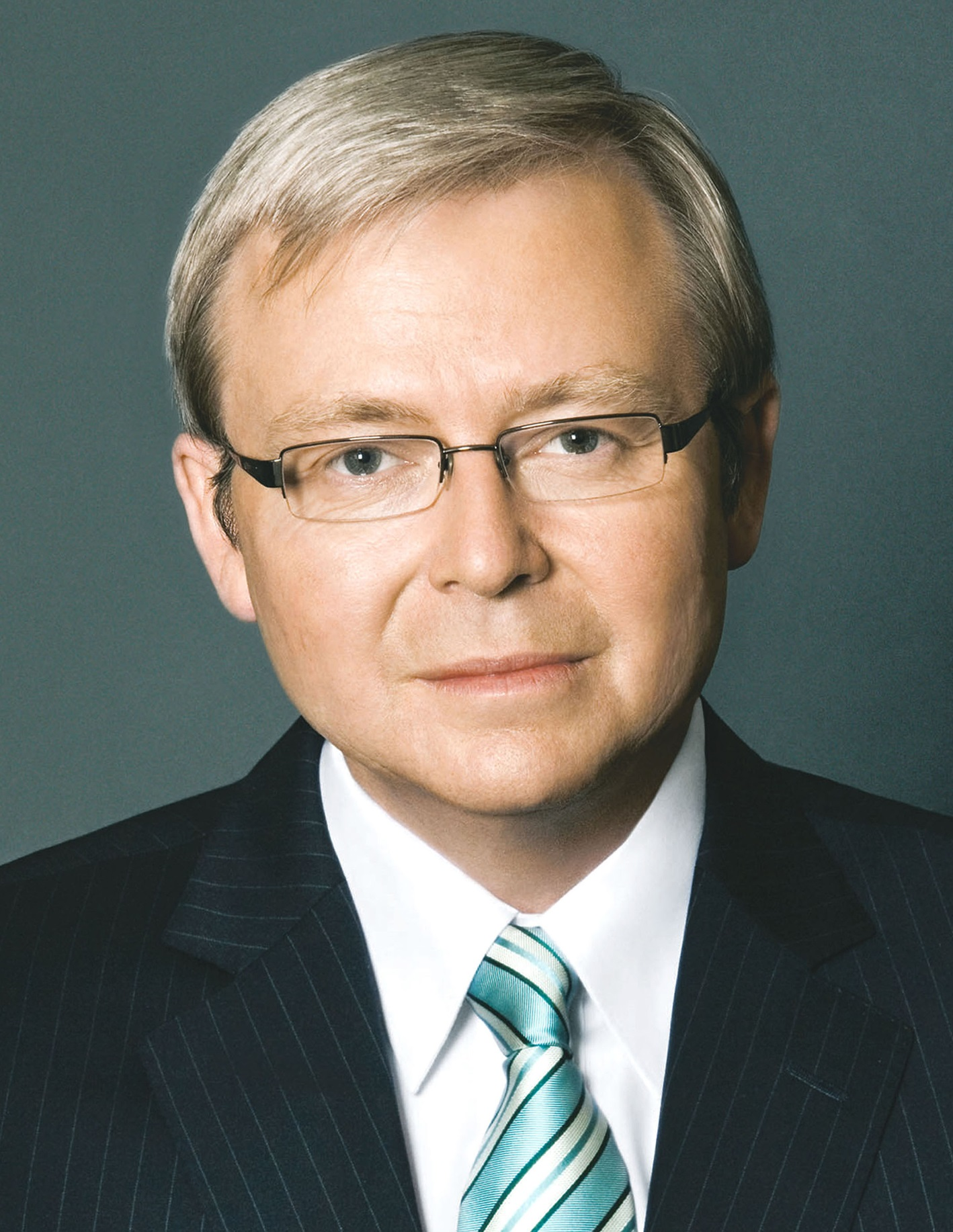
AUS Kevin Rudd, Primo Ministro
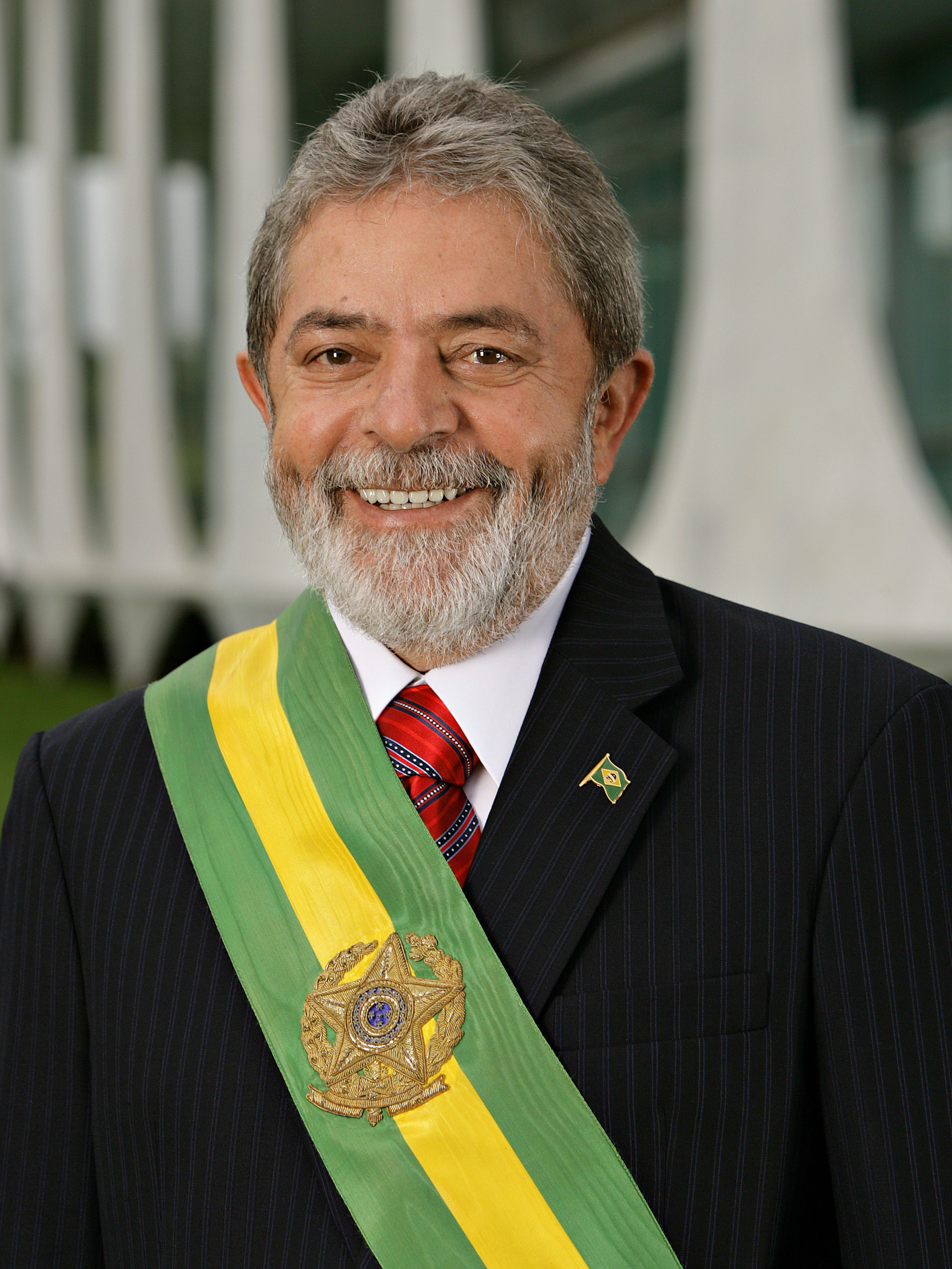
BRA Luiz Inácio Lula da Silva, Presidente
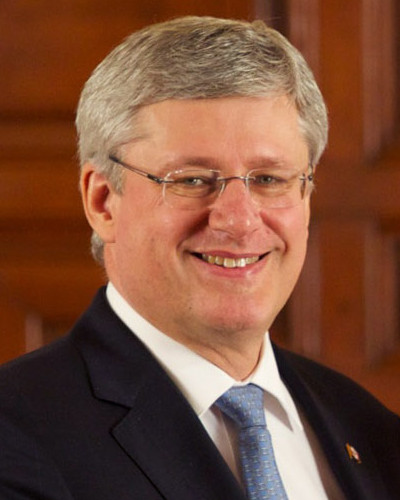
CAN Stephen Harper, Primo ministro
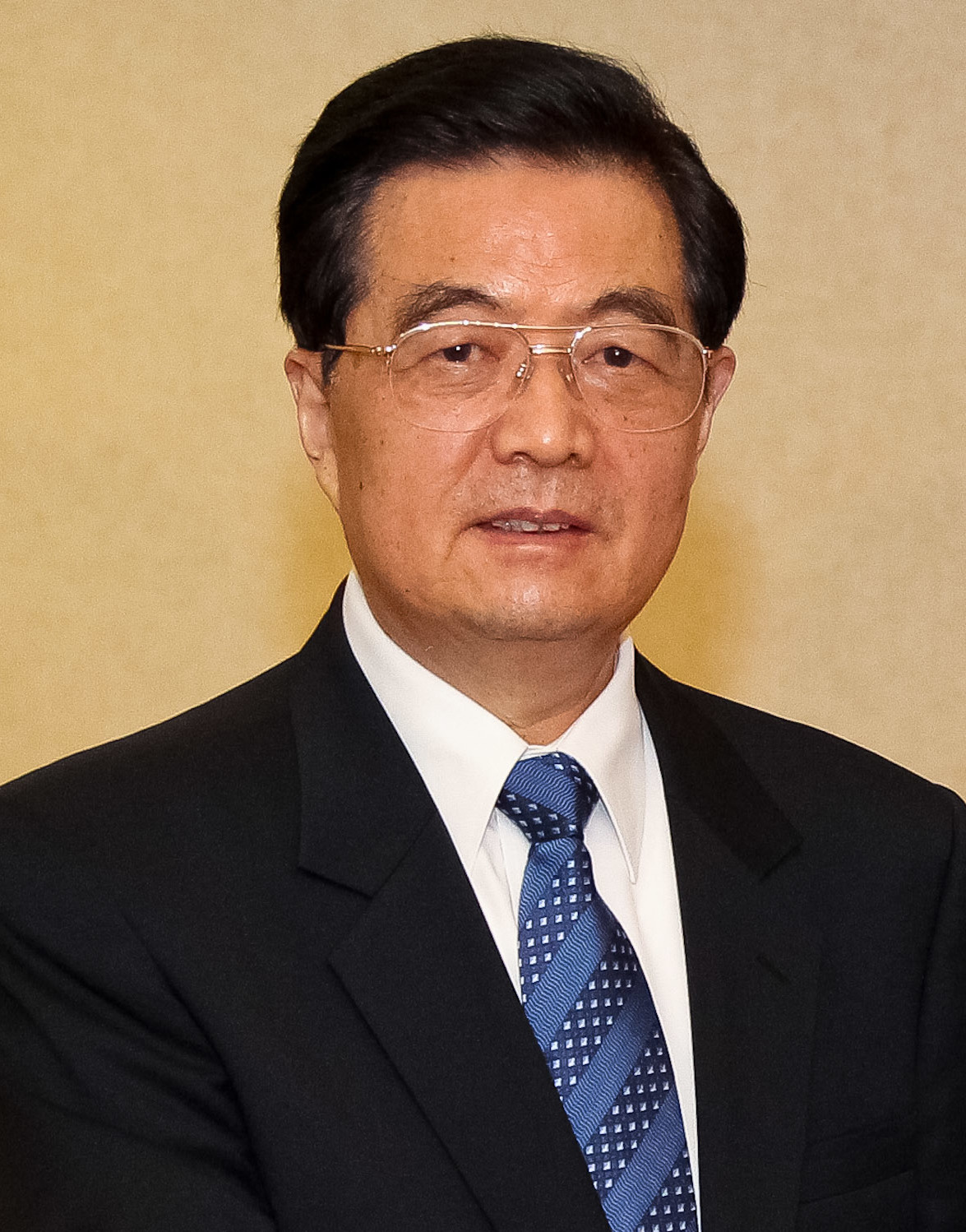
CHN Hu Jintao, Presidente
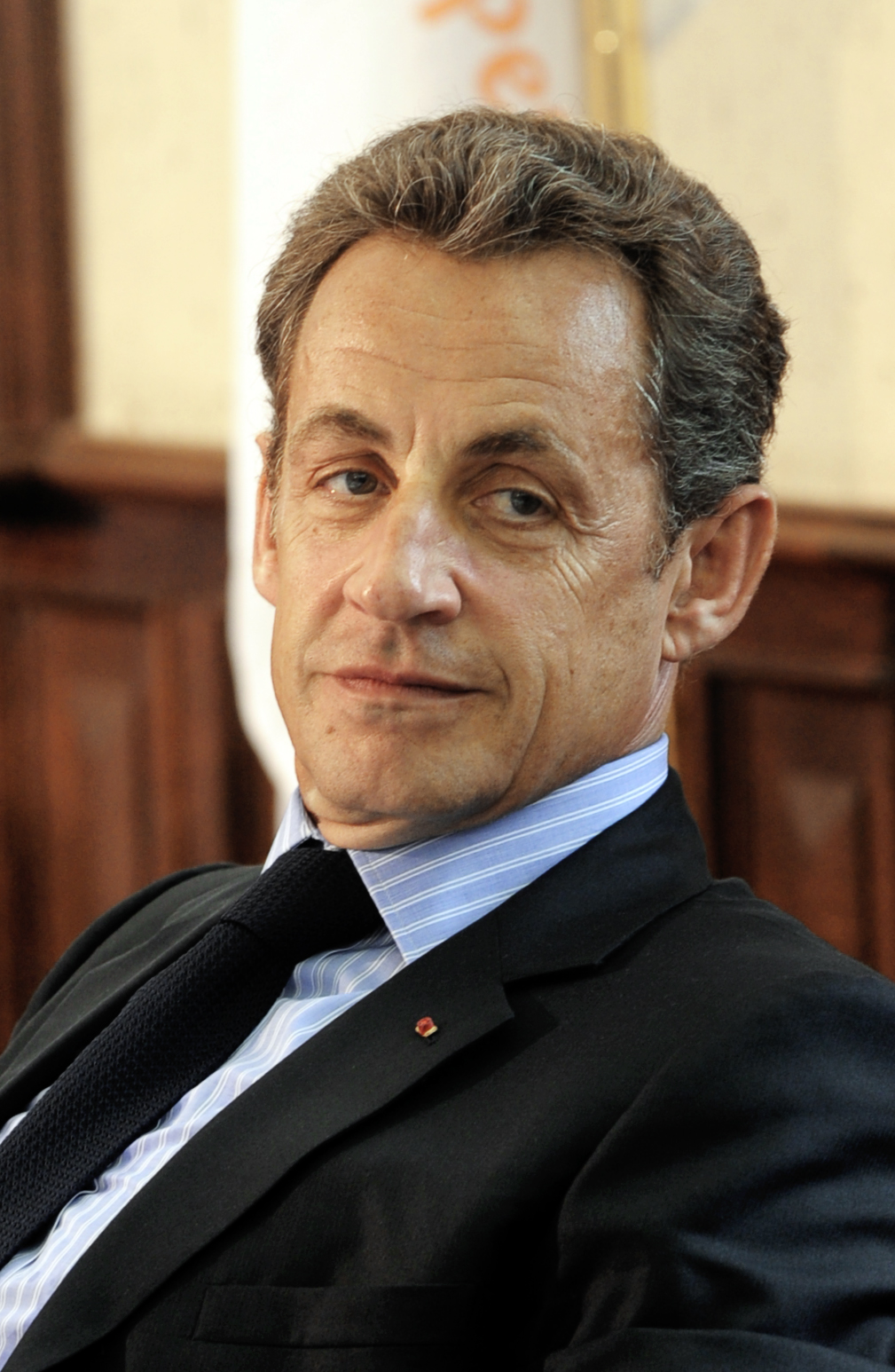
FRA Nicolas Sarkozy, Presidente
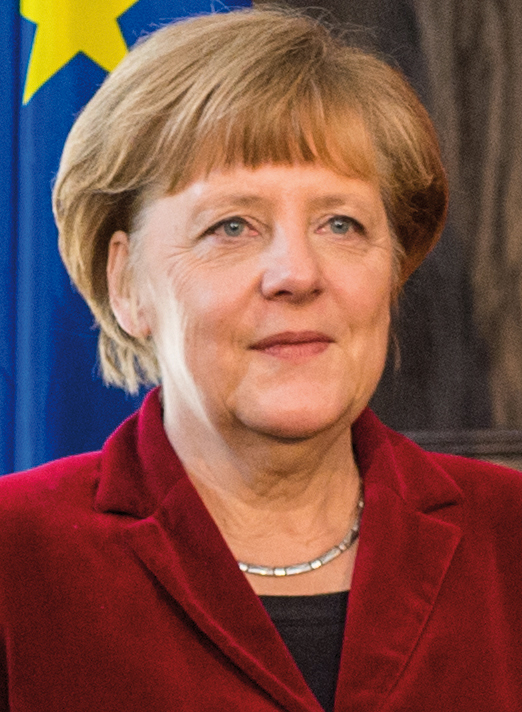
DEU Angela Merkel, Cancelliera
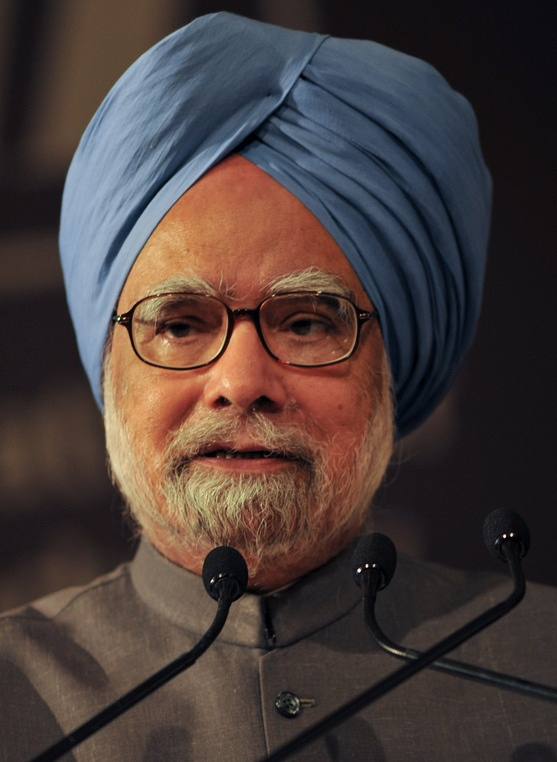
IND Manmohan Singh, Primo ministro
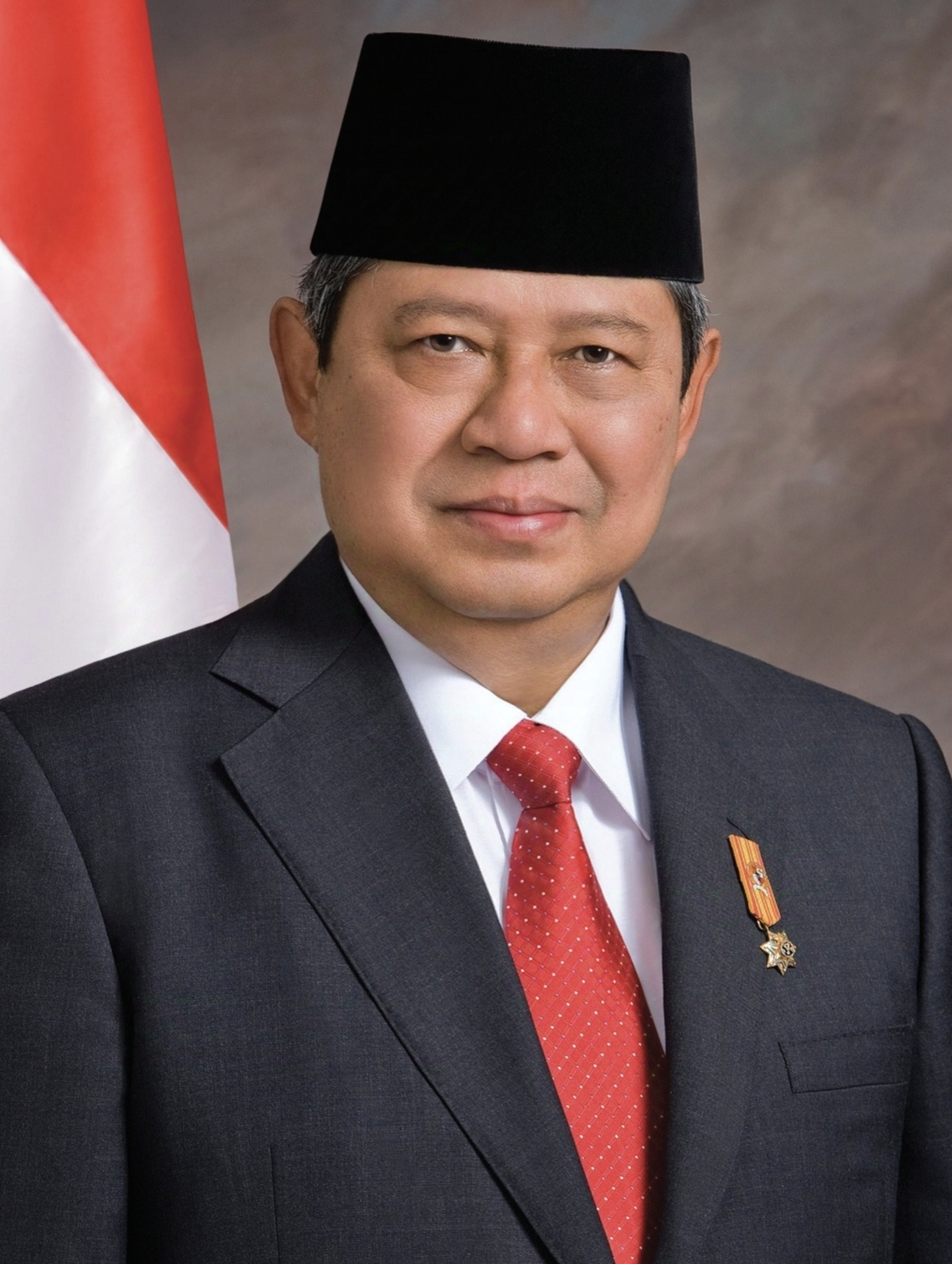
IDN Susilo Bambang Yudhoyono, Presidente
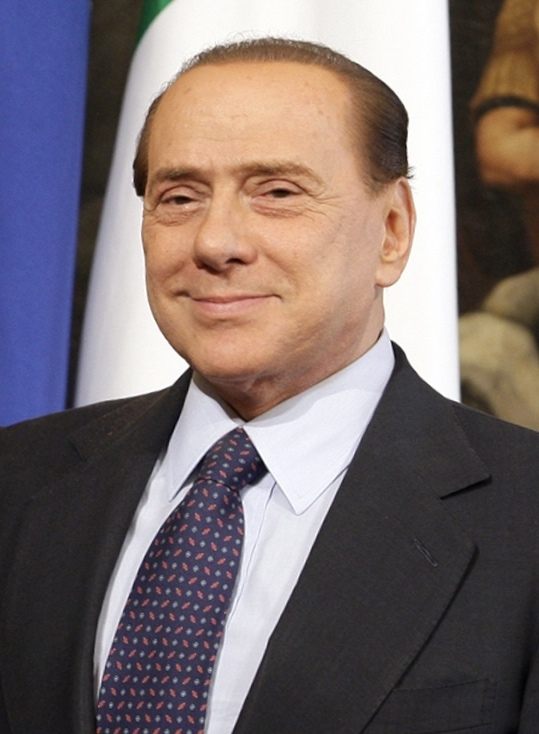
ITA Silvio Berlusconi, Presidente del Consiglio
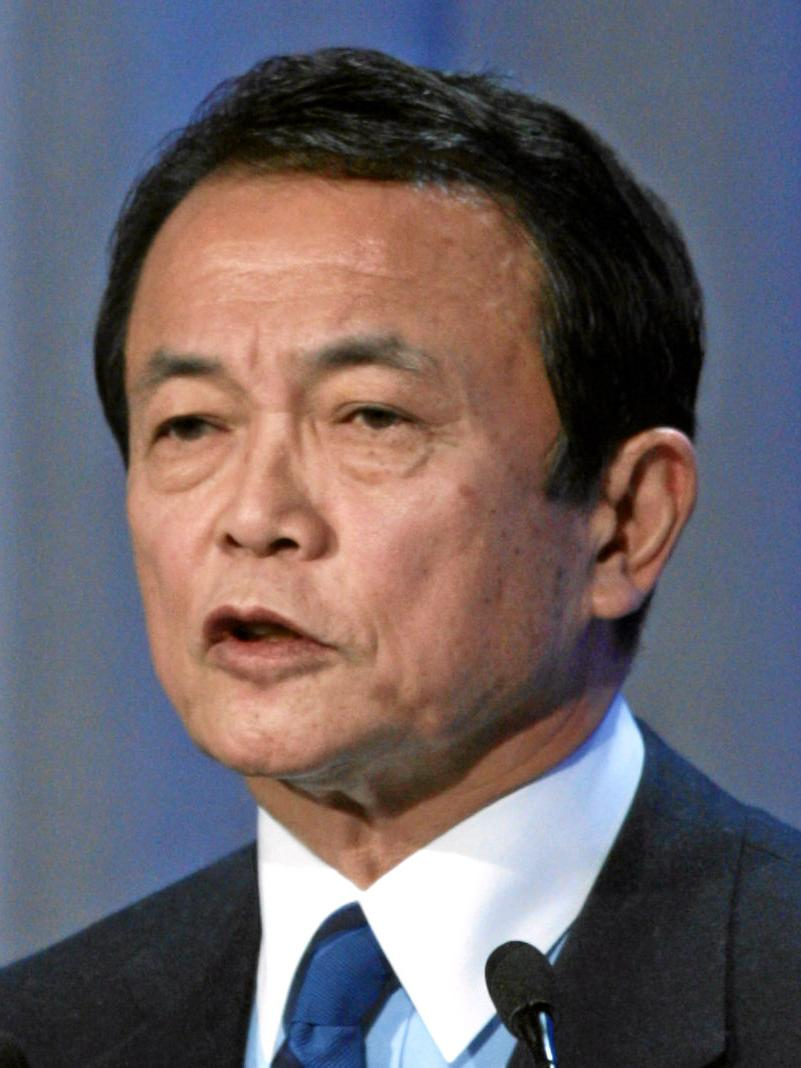
JPN Tarō Asō, Primo ministro
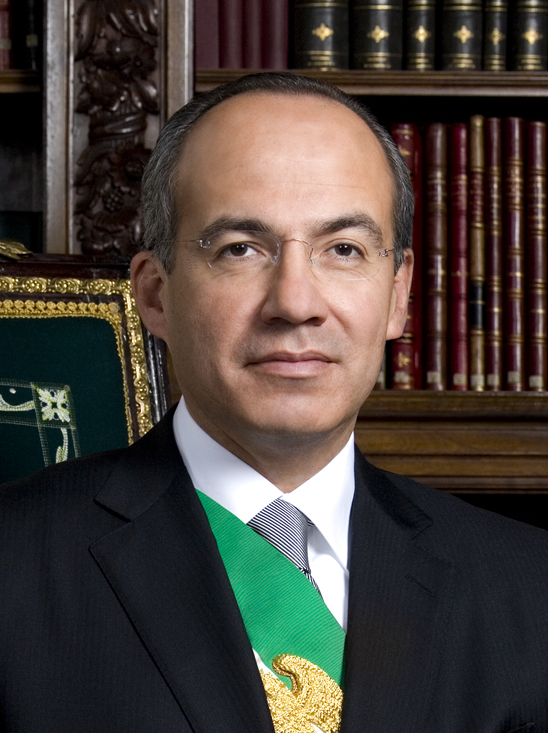
MEX Felipe Calderón, Presidente
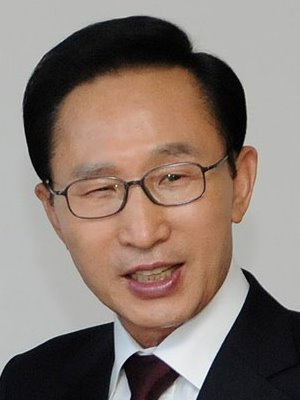
KOR Lee Myung-bak, Presidente
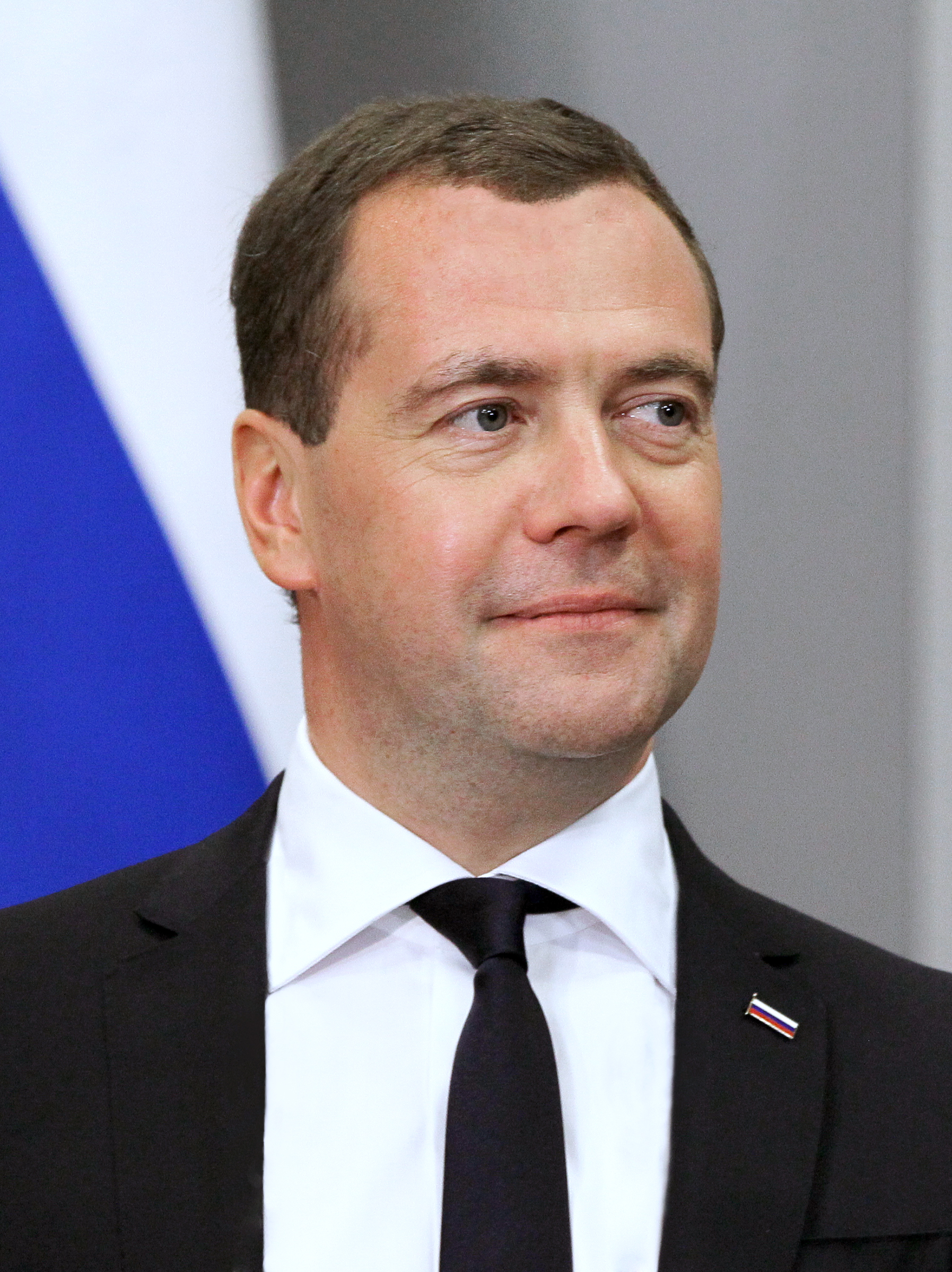
RUS Dmitrij Medvedev, Presidente
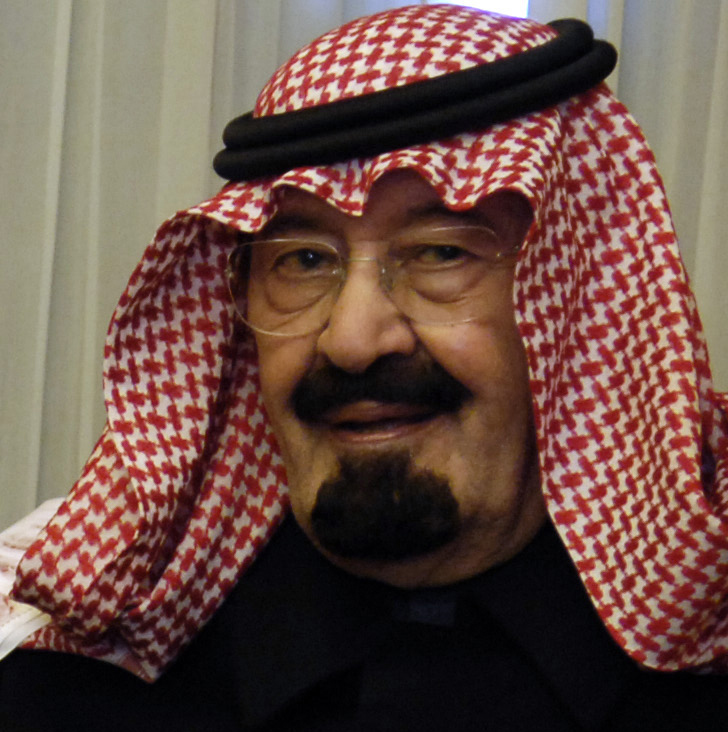
SAU Abd Allah bin Abd al-Aziz Al Sa'ud, Re
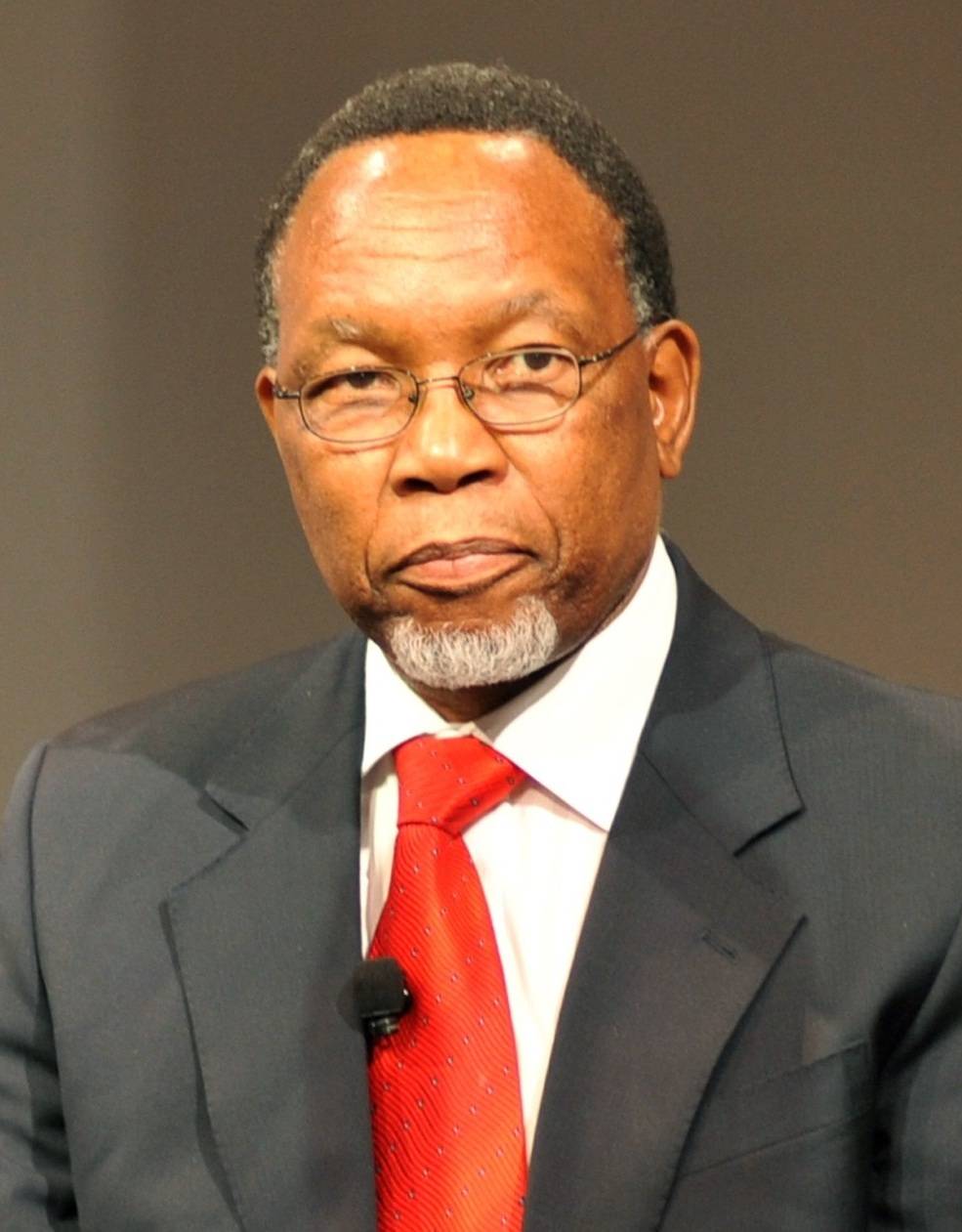
ZAF Kgalema Motlanthe, Presidente
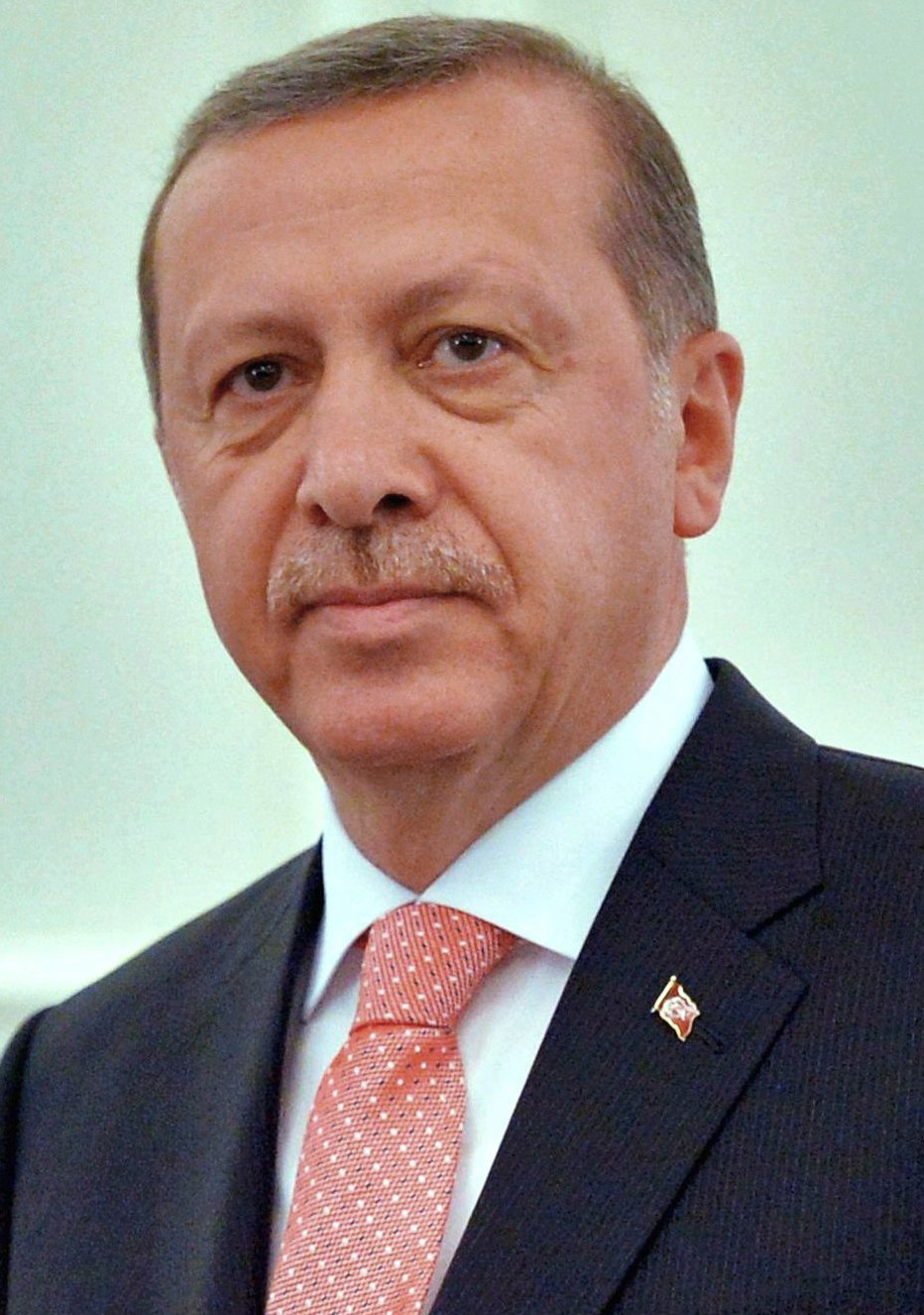
TUR Recep Tayyip Erdoğan, Primo Ministro
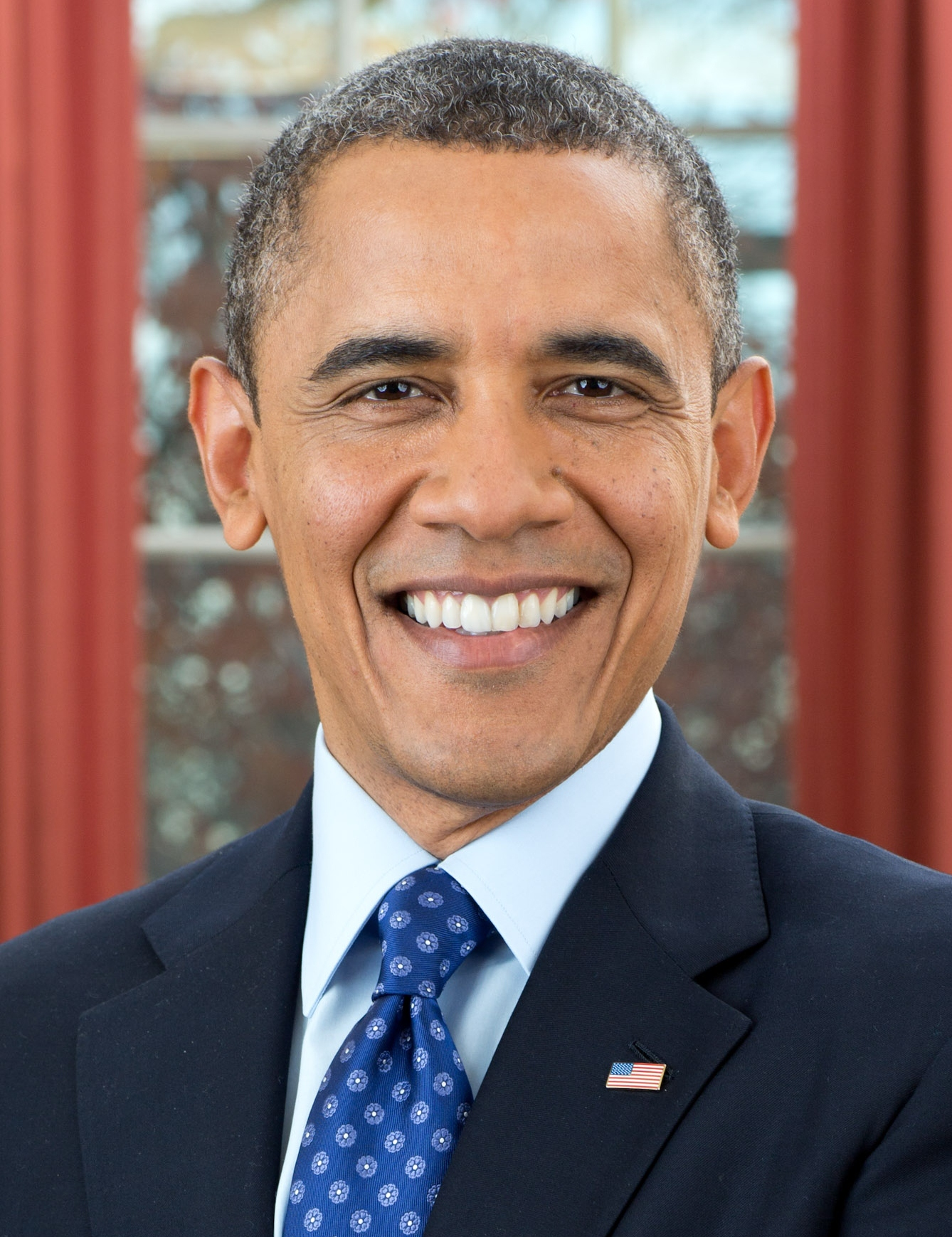
USA Barack Obama, Presidente
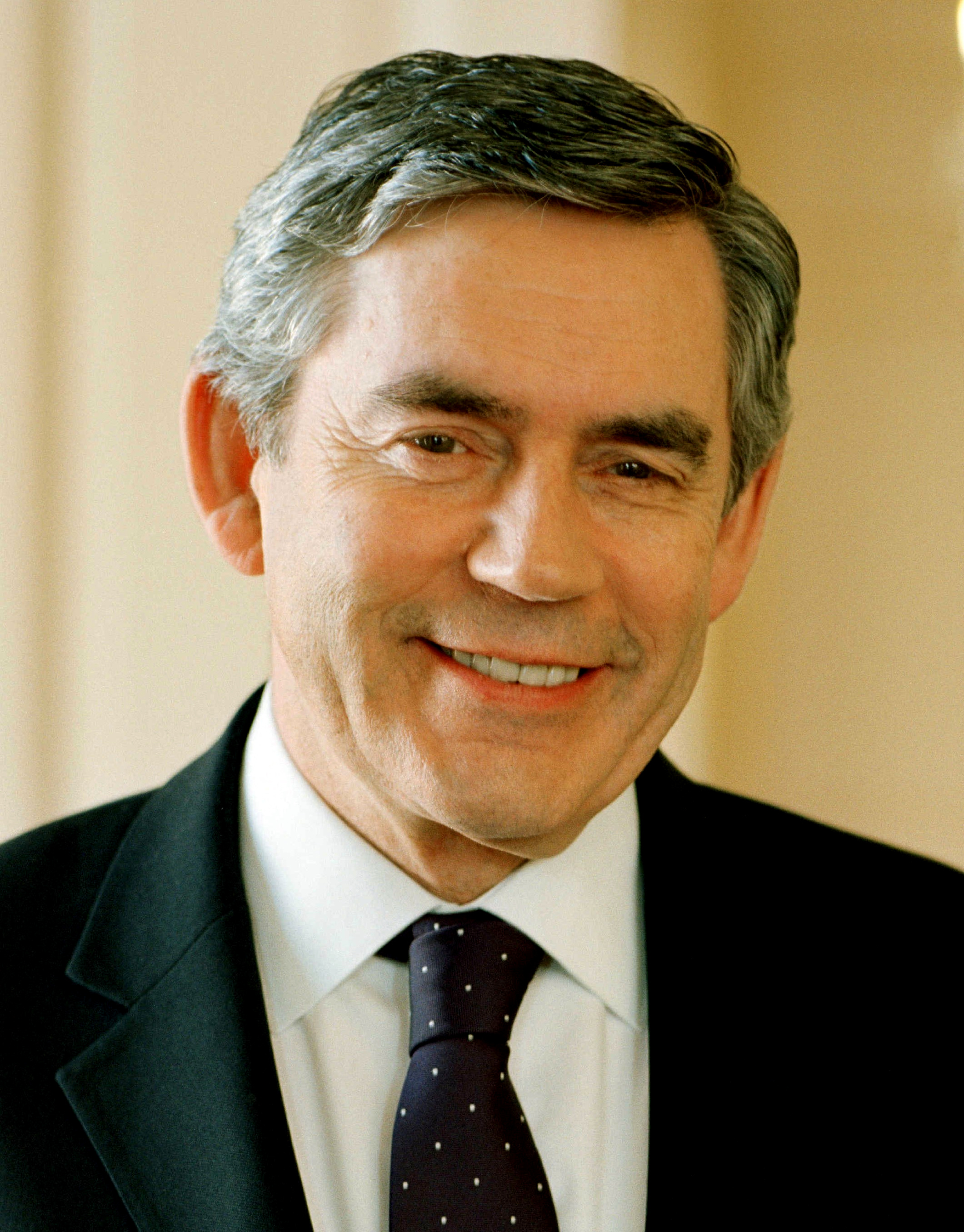
GBR Gordon Brown, Primo ministro

- Argentina
Cristina Fernández de Kirchner,
Presidente
- Australia
Kevin Rudd,
Primo Ministro
- Brasile
Luiz Inácio Lula da Silva,
Presidente
- Canada
Stephen Harper,
Primo ministro
- Cina
Hu Jintao,
Presidente
- Francia
Nicolas Sarkozy,
Presidente
- Germania
Angela Merkel,
Cancelliera
- India
Manmohan Singh,
Primo ministro
- Indonesia
Susilo Bambang Yudhoyono,
Presidente
- Italia
Silvio Berlusconi,
 Presidente del Consiglio
- Giappone
Tarō Asō,
Primo ministro
- Messico
Felipe Calderón,
Presidente
- Corea del Sud
Lee Myung-bak,
Presidente
- Russia
Dmitrij Medvedev,
 Presidente
- Arabia Saudita
Abd Allah bin Abd al-Aziz Al Sa'ud,
Re
- Sudafrica
Kgalema Motlanthe,
Presidente
- Turchia
Recep Tayyip Erdoğan,
Primo Ministro
- Stati Uniti
Barack Obama,
Presidente
- Regno Unito
Gordon Brown,
Primo ministro

### Ospiti invitati
Nota bene: I paesi contrassegnati con * non sono riconosciuti come membri del G-20.

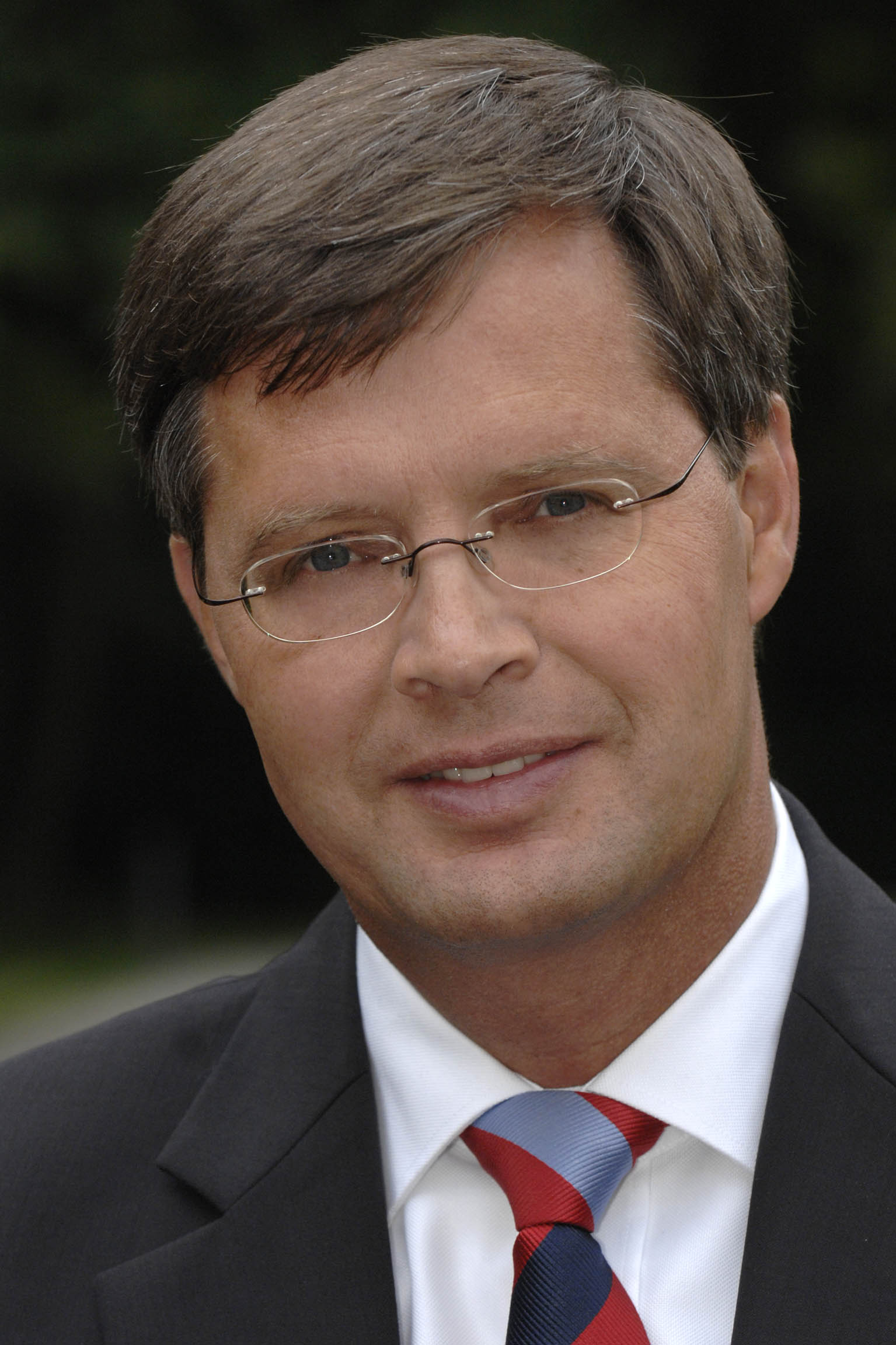
NLD Jan Peter Balkenende, Primo ministro *
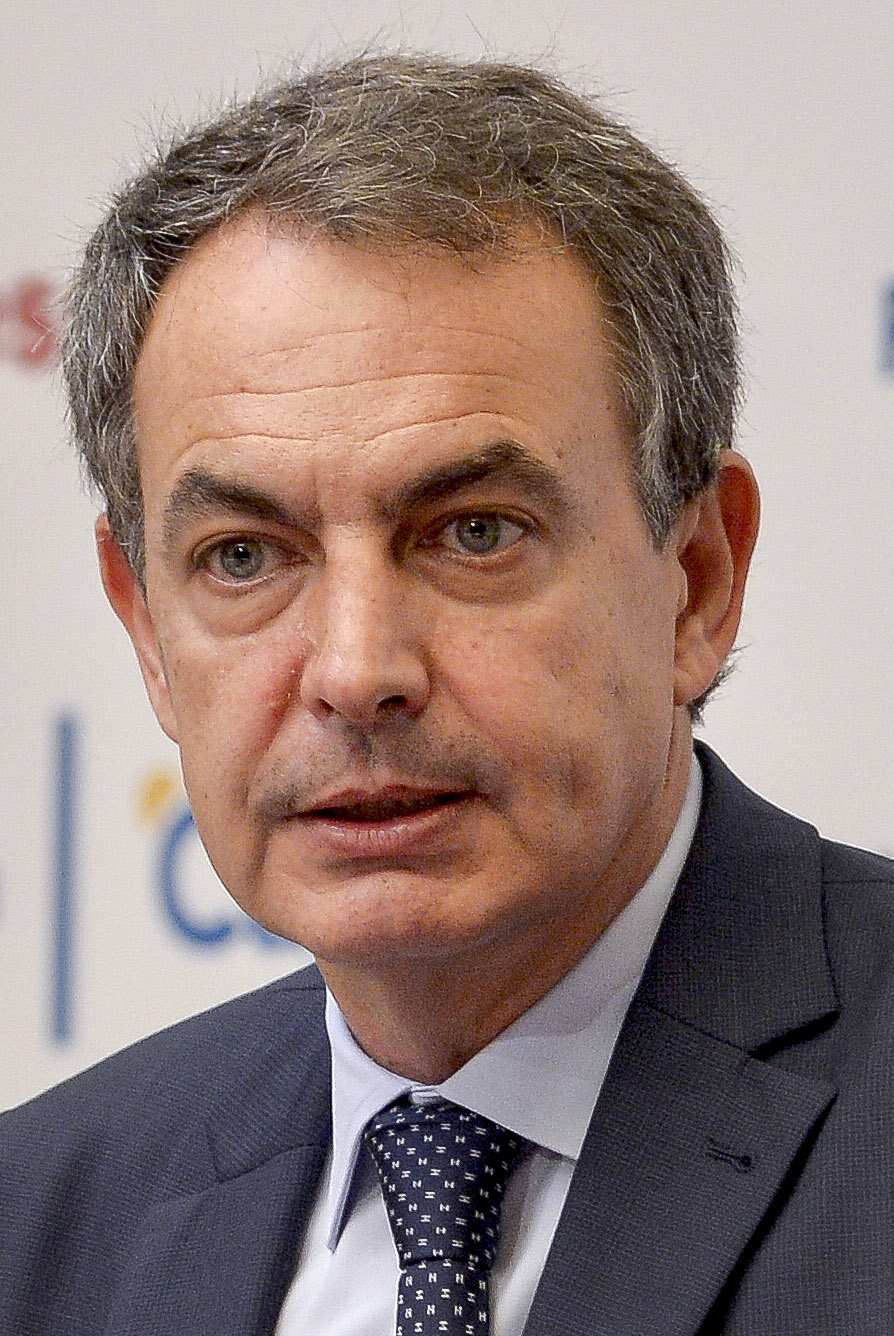
ESP José Luis Rodríguez Zapatero, Primo ministro Ospite permanente *
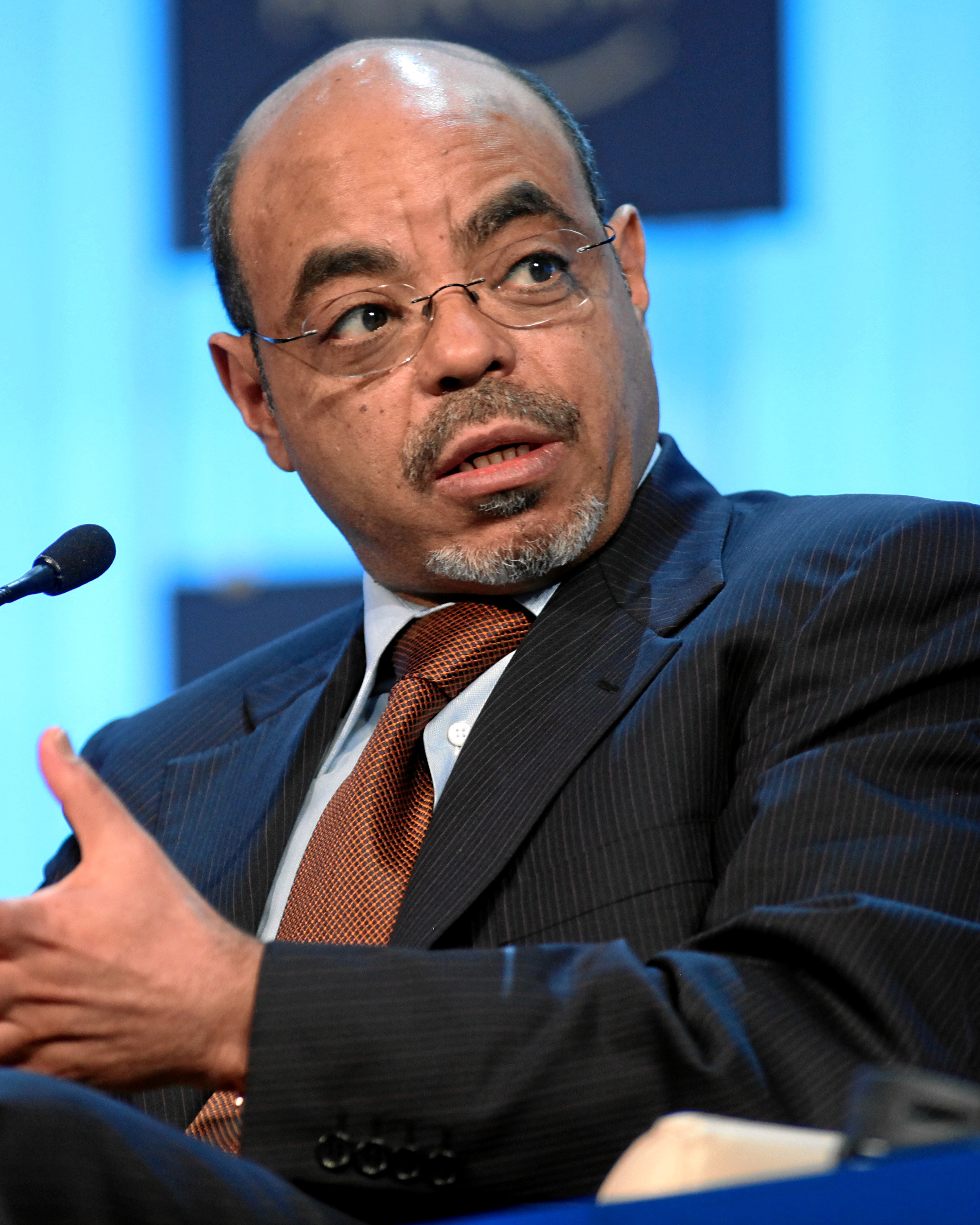
ETH Meles Zenawi, Primo ministro
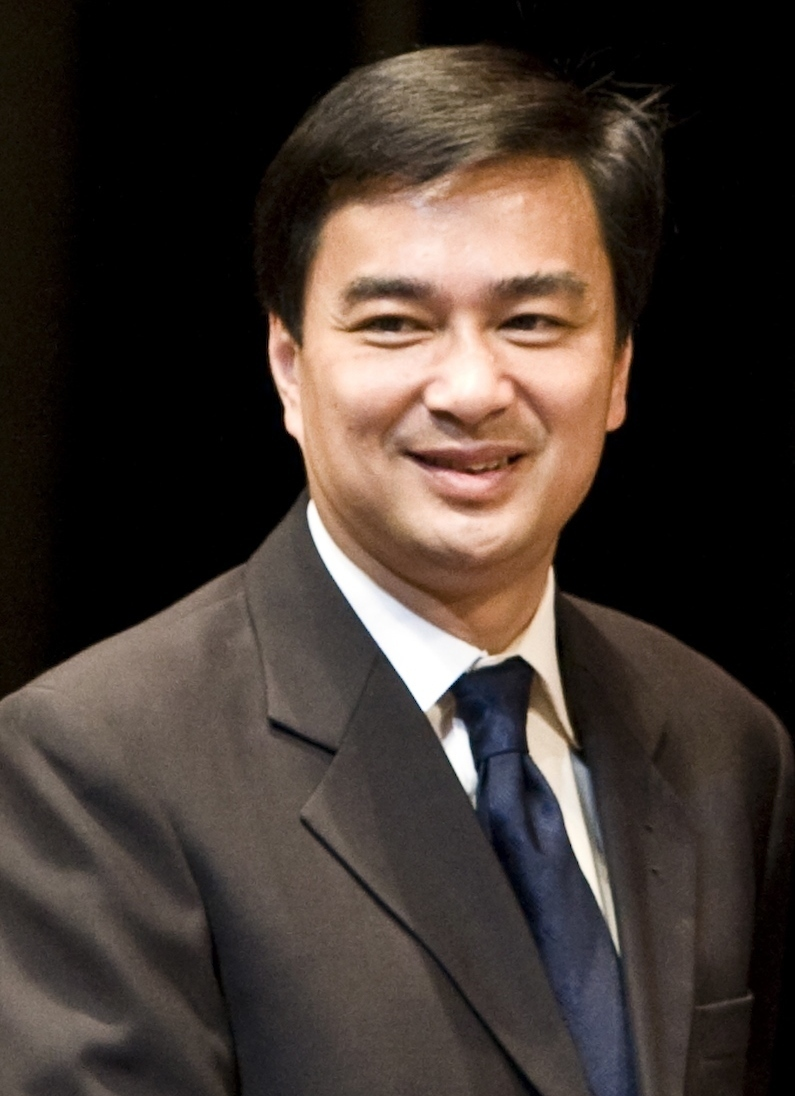
THA Abhisit Vejjajiva, Primo ministro
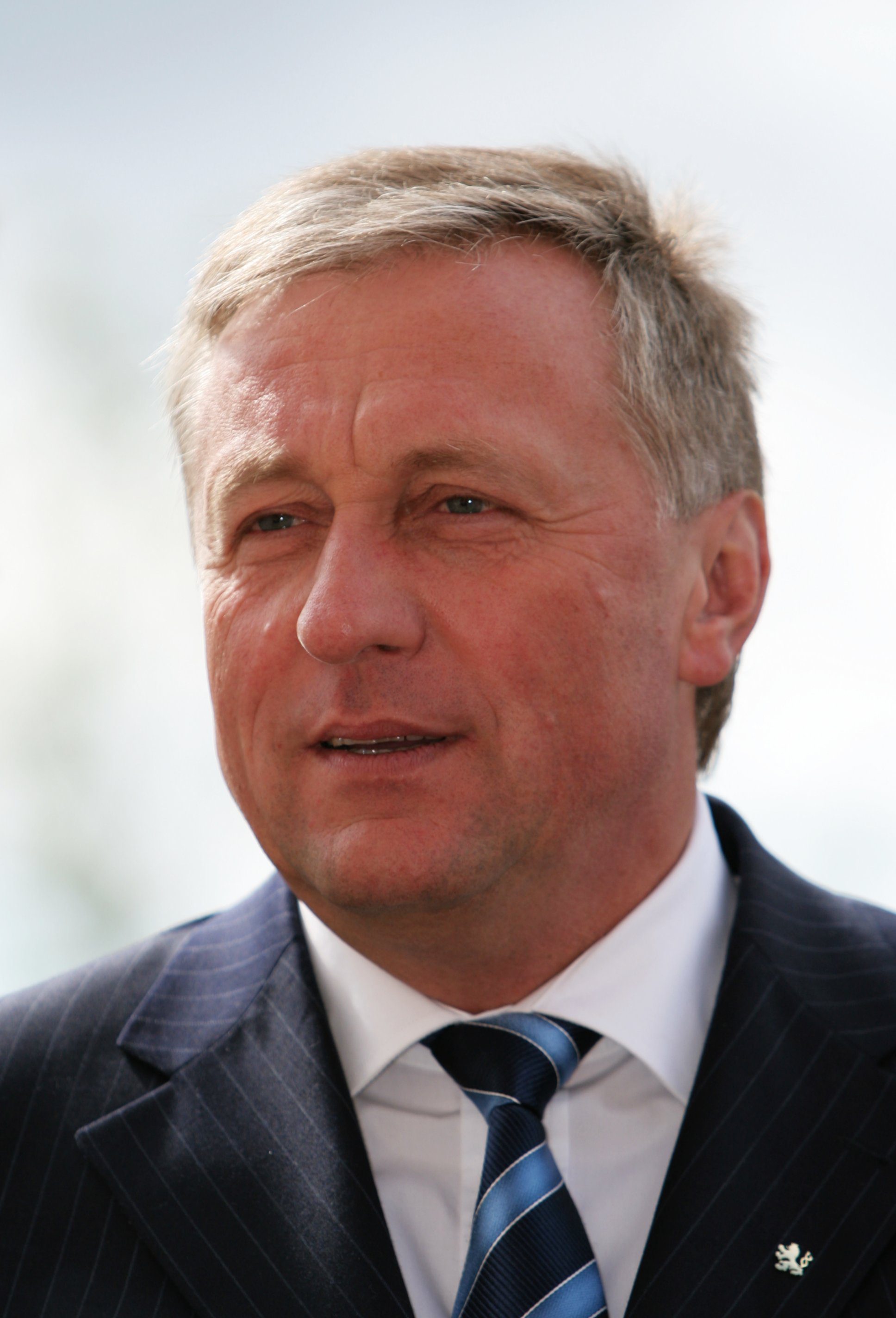
' Mirek Topolánek, Presidente del Consiglio europeo, già Presidente della Repubblica Ceca
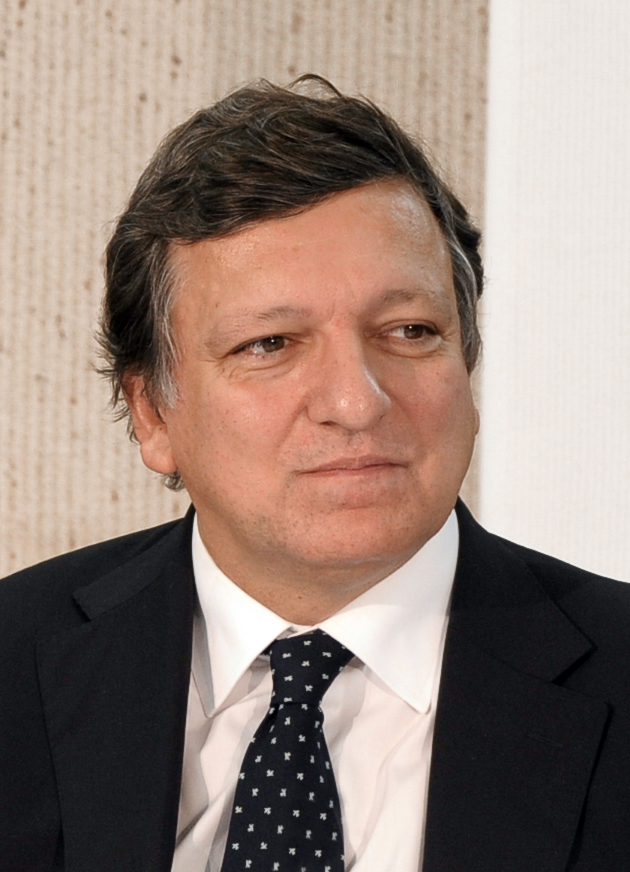
' José Manuel Durão Barroso, Presidente della Commissione

- Paesi Bassi
Jan Peter Balkenende,
Primo ministro *
- Spagna
José Luis Rodríguez Zapatero,
Primo ministro
Ospite permanente *
- Etiopia
Meles Zenawi, 
Primo ministro[18]
- Thailandia
Abhisit Vejjajiva,
Primo ministro[19]
- Unione europea
Mirek Topolánek,
Presidente del Consiglio europeo, già Presidente della Repubblica Ceca
- Unione europea
José Manuel Durão Barroso,
Presidente della Commissione

### Organizzazioni internazionali

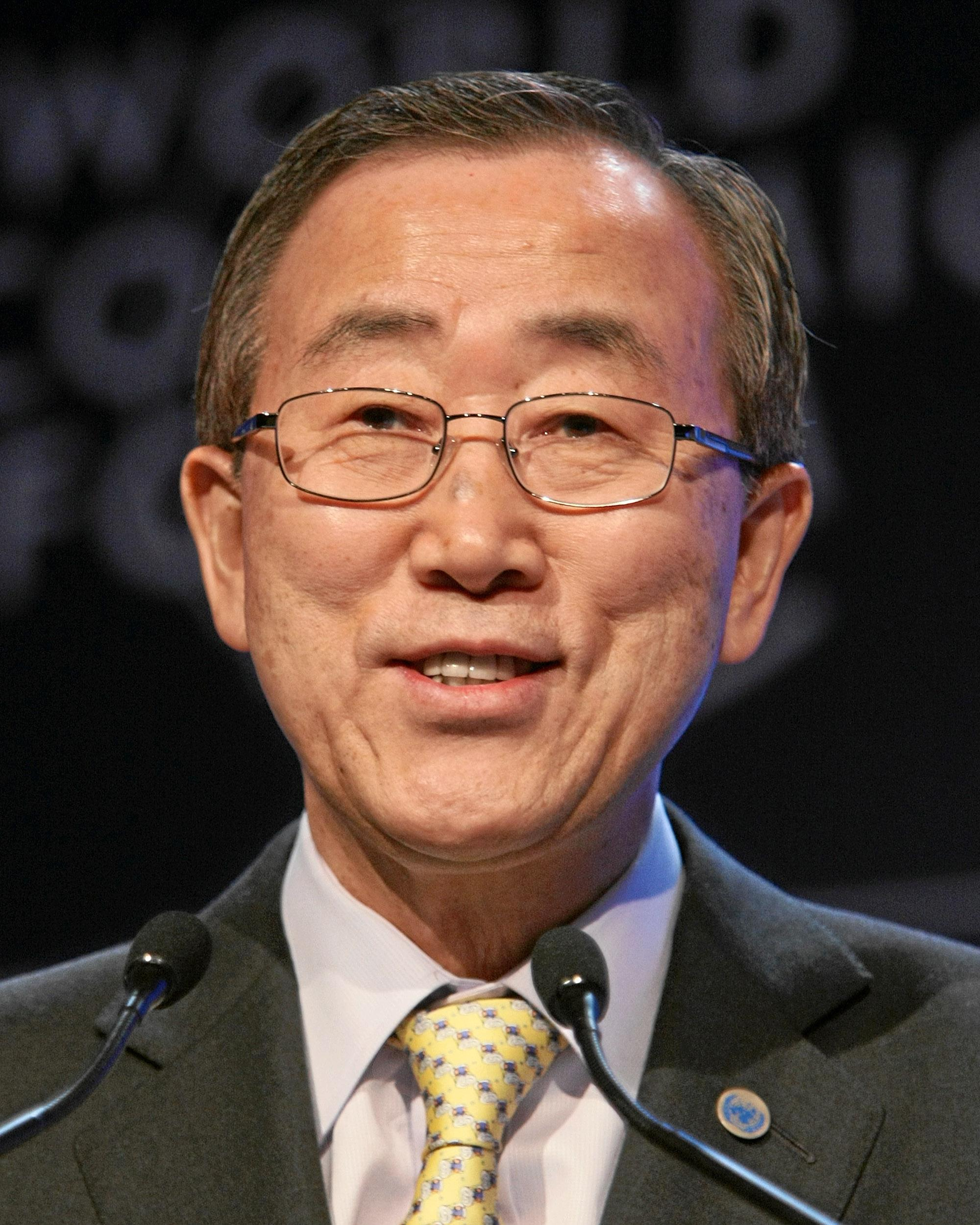
Nazioni Unite Ban Ki-moon, Segretario generale
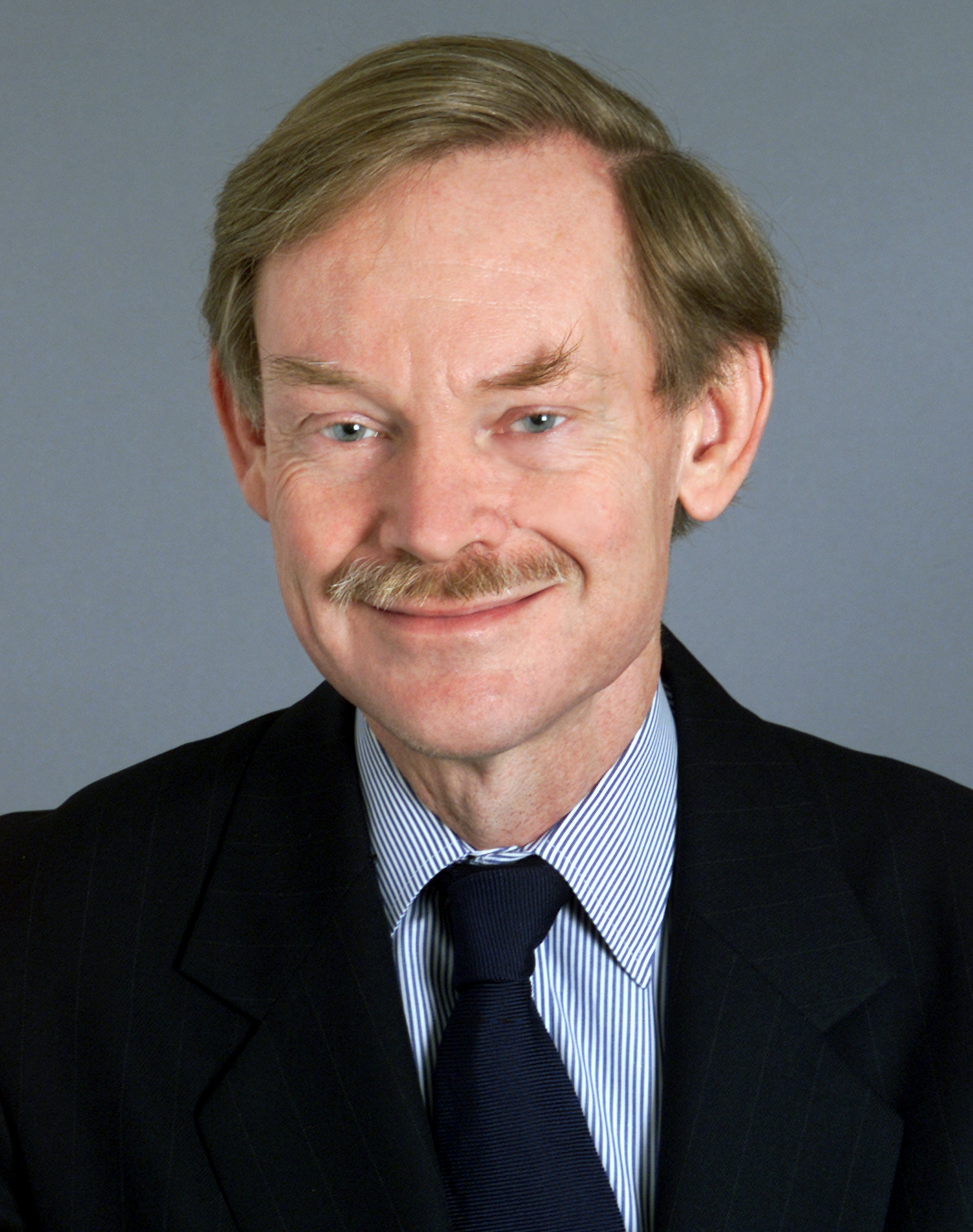
Banca Mondiale Robert Zoellick, Presidente
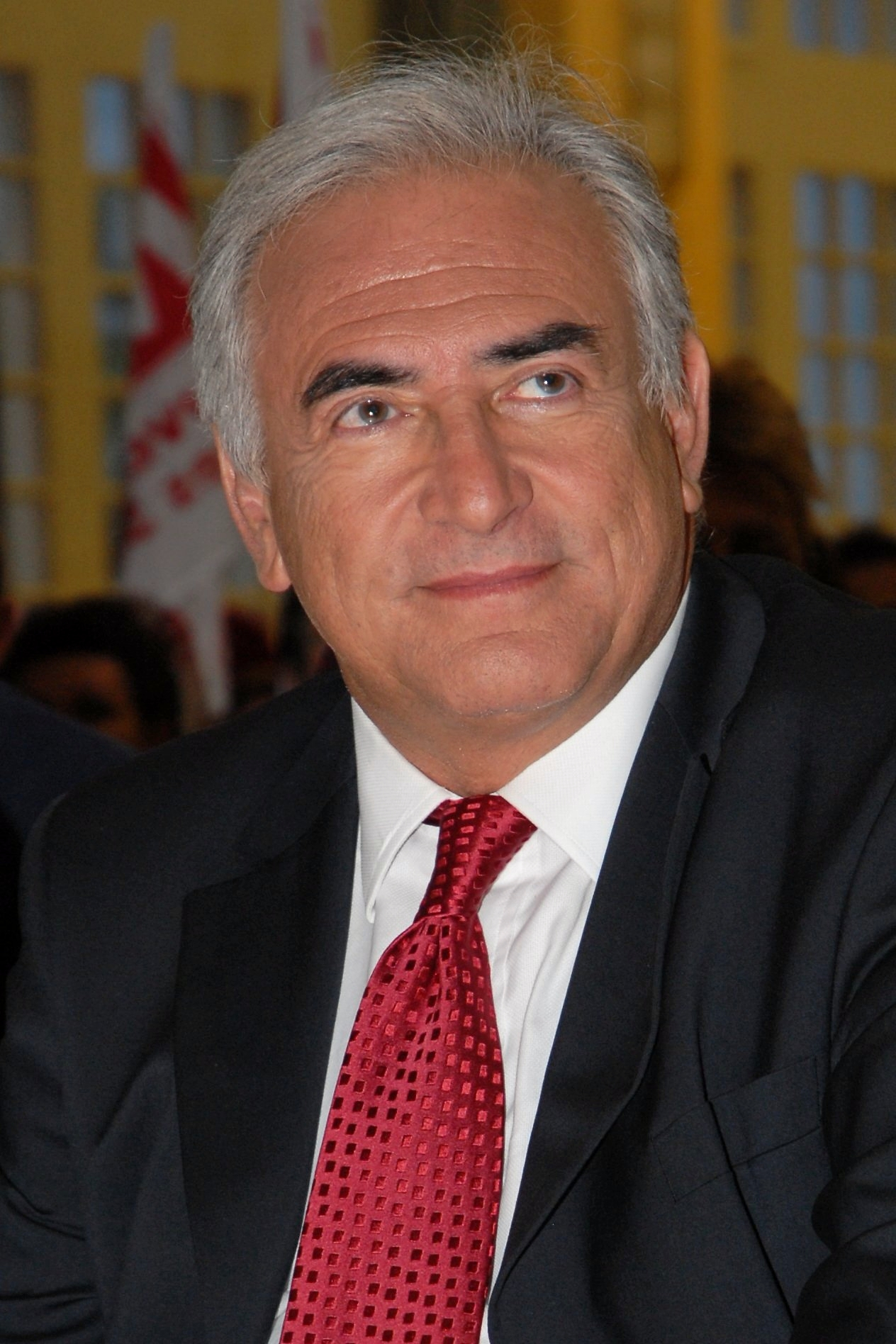
Fondo monetario internazionale Dominique Strauss-Kahn, Direttore Operativo
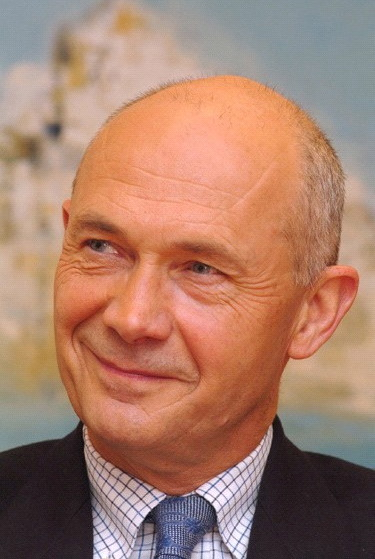
OMC Pascal Lamy, Direttore generale
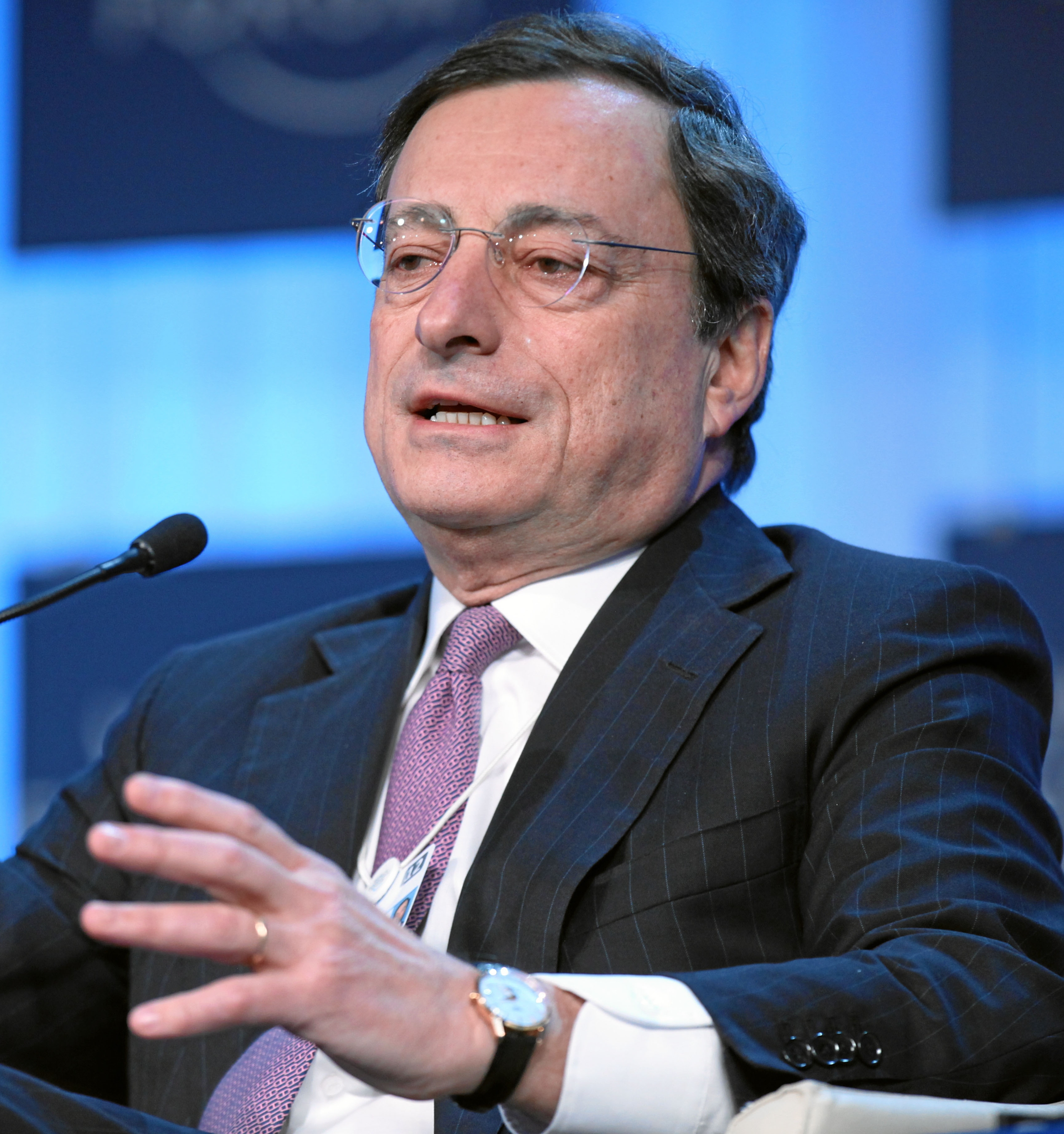
Consiglio per la stabilità finanziaria Mario Draghi, Presidente

## Sicurezza
La sicurezza del summit, affidata al comandante Bob Broadhurst, ebbe una proiezione di spesa vicina ai £7.2 milioni di sterline.
Furono dispiegate sei diversi corpi di polizia: la MPS, la CLP, la BTP e reparti di Essex, Sussex e Bedfordshire. La maggiore spesa di sicurezza nella storia britannica.

## Proteste

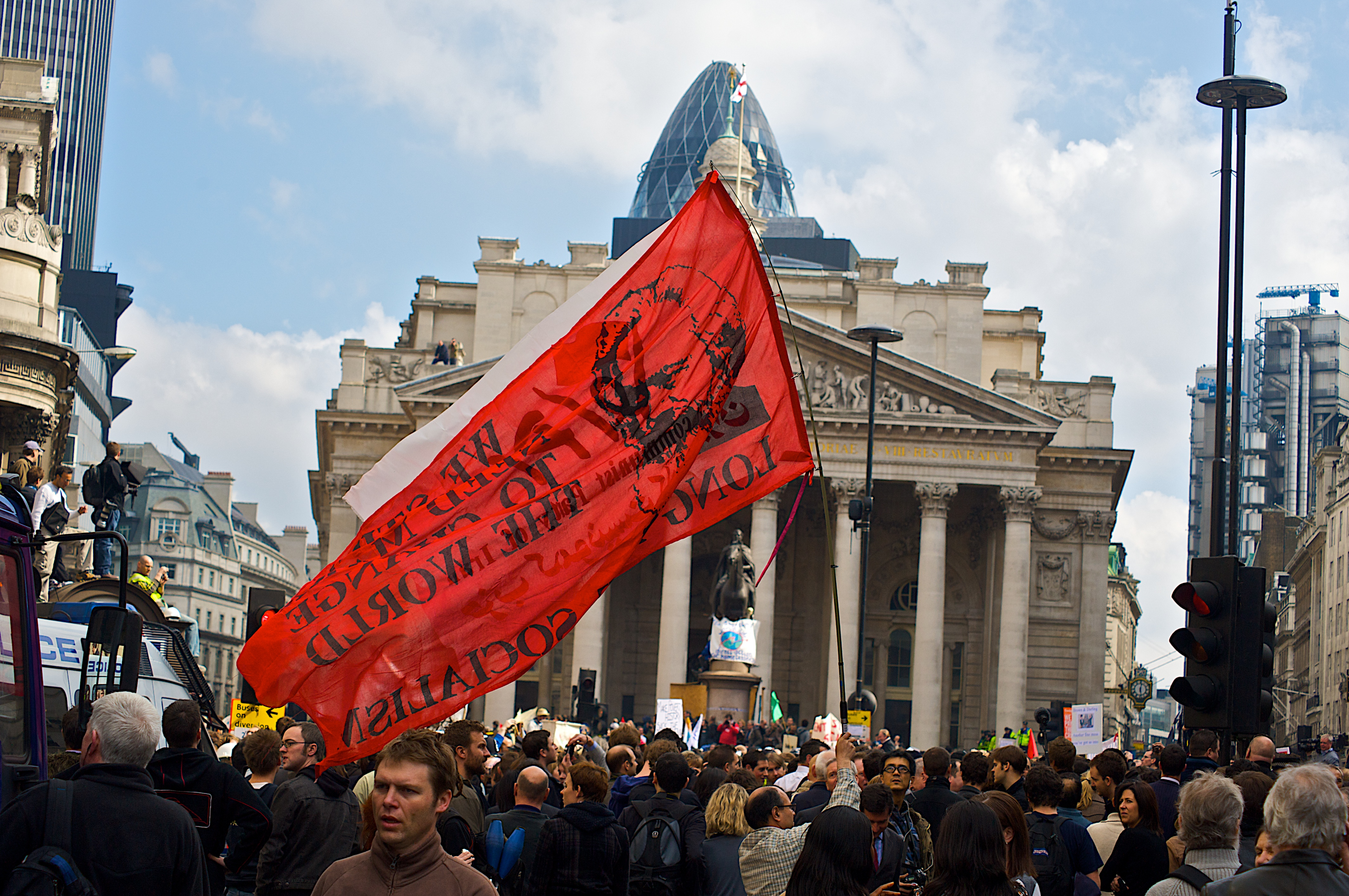
Manifestanti presso la Banca d'Inghilterra il 1º aprile 2009.

## Risultati
I leader del G20 - nonostante le divergenze iniziali tra le coppie Regno Unito-USA, che chiedevano ulteriori stimoli economici, e Francia-Germania, che chiedevano nuove regole finanziarie - raggiunsero un accordo che prevedeva, in sintesi, la distribuzione di un 1.1 trilione di dollari americani per stimolare la crescita economica. Tale somma, venne così ripartita:
- 500 bilioni per il Fondo Monetario Internazionale
- 250 billioni per il commercio mondiale[23]
- 250 billioni come liquidità bancaria di scorta per il Fondo Monetario Internazionale
- 100 billioni per assistere lo sviluppo internazionale delle banca nei prestiti alle economie dei paesi poveri

Un accordo fu poi raggiunto per tentare di portare ad una regolamentazione globale per i fondi speculativi e delle agenzie di rating. Infine su stabilita una cooperazione tra il Fondo Monetario Internazionale ed il Forum di Stabilità Finanziaria per prevenire ulteriori crisi.

### Declino dell'influenza degli Stati Uniti
Uno degli accordi generali del summit di Londra fu quello che diminuiva la predominanza statunitense e che rigirava le responsabilità dei singoli governi negli affari. Secondo Robert Hormats, vice presidente della Goldman Sachs International, Gli Stati Uniti stanno diventando meno dominanti mentre altre nazioni stanno guadagnando influenza.